# تیم ملی فوتسال ایالات متحده آمریکا
تیم ملی فوتسال ایالات متحده آمریکا  نماینده آمریکا در مسابقات بین‌المللی فوتسال و یکی از تیم‌های فوتسال آمریکای شمالی است.
آمریکا در ۵ دوره جام جهانی شرکت کرده و مقام نایب قهرمانی جام جهانی فوتسال ١٩٩٢ و مقام سومی جام جهانی فوتسال ۱۹۸۹ را در کارنامه دارد. 
این تیم در سال ١٩٩۶ و ٢٠٠۴ مقام قهرمانی مسابقات قهرمانی فوتسال کونکاکاف را کسب کرده است.